# NGC 5851
NGC 5851 ist eine 14,3 mag helle Spiralgalaxie mit aktivem Galaxienkern (LINER-Typ) vom Hubble-Typ Sc im Sternbild Bärenhüter und etwa 291 Millionen Lichtjahre von der Milchstraße entfernt. 
Sie bildet mit NGC 5852 ein gravitationell gebundenes und wechselwirkendes Galaxienpaar und wurde zusammen mit dieser am 26. Mai 1791 von Wilhelm Herschel mit einem 18,7-Zoll-Spiegelteleskop entdeckt, der dabei „Two nebulae, both eF, vS, the preceding is the most northerly; distance 1.5′“ notierte.